# Parafia św. Władysława w Kunowie
Parafia pw. Świętego Władysława w Kunowie – parafia rzymskokatolicka znajdująca się w diecezji sandomierskiej, w dekanacie kunowskim. 
Erygowana w 1281. Mieści się przy ulicy Kościelnej.